# OnePlus 10 Pro
Lo OnePlus 10 Pro è uno smartphone di fascia alta prodotto da OnePlus, annunciato e commercializzato da gennaio 2022.

## Caratteristiche tecniche

### Hardware
Il dispositivo misura 163 x 73.9 x 8.6 mm e pesa 201 grammi. È dotato di un chipset Qualcomm Snapdragon 8 Gen 1 (processo produttivo a 4 nm), con CPU octa-core e GPU Adreno 730.
Le specifiche di memoria non sono disponibili.
Supporta le connettività 2G, 3G, 4G, 5G; Wi-Fi 802.11 a/b/g/n/ac/6, dual-band, Wi-Fi Direct, hotspot; Bluetooth 5.2, A2DP, LE, aptX HD; GPS, GLONASS, BDS, GALILEO; ha una porta USB-C 3.1 con supporto OTG e l'NFC.
Il display è un Fluid AMOLED da 6.7 pollici con risoluzione Quad HD+ (1440 x 3216 pixel), protezione con vetro Gorilla Glass Victus, supporto HDR10+ e una densità di pixel di 525 ppi. Il sensore di impronte digitali è posizionato sotto lo schermo.
La fotocamera posteriore è dotata di tre obiettivi, uno da 48 MP con f/1.8, PDAF laser multi-direzionale, calibrazione dei colori Hasselblad, HDR ed OIS, uno da 8 MP, f/2.4 (teleobiettivo), con PDAF, OIS e zoom ottico 3.3x ed uno da 50 MP, f/2.2 (grandangolare), con registrazione video fino a 8K@24fps o 4K@30/60/120fps, gyro-EIS e doppio flash LED dual-tone. La fotocamera anteriore è da 32 MP con f/2.2 e registrazione video 1080p@30fps.
La batteria è una batteria ai polimeri di litio da 5000 mAh, con supporto per la ricarica rapida cablata a 80 W, senza fili a 50 W e supporto a ricarica senza fili inversa.

### Software
Il dispositivo è dotato di sistema operativo Android 12, aggiornabile fino ad Android 14, ed interfaccia utente OxygenOS (per il mercato internazionale) o ColorOS (per il mercato cinese).